# Juan Carlos Romero (político argentino)
Juan Carlos Romero (Salta, 16 de noviembre de 1950) es un abogado, político y profesor universitario argentino. 
Actualmente ocupa el cargo de senador nacional por la provincia de Salta. Desde 2021, pertenece al partido Encuentro Republicano Federal. 
Fue gobernador de Salta por tres períodos consecutivos (1995 - 2007), y ha sido Senador Nacional en cuatro períodos (1987-1995, 2007-2013, 2013-2019 y 2019-2025). Fue vicepresidente primero y segundo del Senado de la Nación.
En las elecciones de 2003, fue candidato a vicepresidente de Carlos Menem.

## Biografía

### Familia
Es hijo de Vicenta Di Gangi y de Roberto Romero, histórico dirigente del Partido Justicialista, empresario de medios y gobernador de Salta durante 1983 y 1987.
En 1975, contrajo matrimonio con Carmen Lucía Marcuzzi, con quien tuvo cuatro hijos. Su hija Bettina Romero fue intendenta de la ciudad de Salta entre 2019 y 2023. Su hijo Juan Esteban Romero es diputado provincial desde 2021.

### Formación y actividad profesional
En 1968 terminó el Bachillerato Humanista Moderno en la ciudad de Salta. Después cursó la carrera de abogacía en la Universidad de Buenos Aires.
Entre 1975 y 1986 fue profesor de Derecho Comercial en la Universidad Católica de Salta (1976-1986).
Entre 1983 y 1986 fue como director del diario El Tribuno. Es socio de Horizontes S.A., la empresa propietaria del medio.

### Senador nacional (1987-1995)
En 1986, Juan Carlos Romero fue elegido senador de la Nación por la provincia de Salta. Como senador, fue presidente de las comisiones de Economía y de Presupuesto y Hacienda, secretario de la Comisión de Combustibles y vocal en las comisiones de Educación, Presupuesto y Hacienda.
En 1992, fue elegido presidente del Partido Justicialista de Salta. Permaneció en el cargo hasta 2010.
Dos años más tarde, fue Convencional Constituyente en la Reforma constitucional argentina de 1994. Sintetizó su experiencia en el libro Por Salta, por la región, por el país, publicado en 1995.

### Gobernador de Salta (1995-2007)
En 1995, fue elegido gobernador de Salta con el 47% de los votos. En la fórmula lo acompañó Walter Wayar, quien también fue su vicegobernador en los siguientes mandatos.
trabajó principalmente para el interior provincial y para los barrios pobres de la capital. De este modo, priorizó construir  cloacas y tendidos de luz, e inaugurar escuelas y hospitales en toda la provincia.
Durante el gobierno de Romero se concluyó la privatización del Banco de Salta que había comenzado durante el gobierno de Roberto Ulloa, siendo adquirido por el Banco Macro. En 1996 se se eatablece el servicio de agua potable con la empresa Aguas de Salta SA.Dispuso extender el servicio de fibra óptica al interior provincial.
Desde mayo de 1997, Romero impulsó obras de renovación del Aeropuerto Internacional de Salta Martín Miguel de Güemes. En materia de patrimonio cultural, se creó la bandera de la provincia en junio de 1997. Entre 1997 y 2006, se realizó la puesta en valor del casco histórico de Salta Capital. También se fundaron la Casa de la Cultura (2000); el Museo de Arte Contemporáneo (2004); el Museo Arqueológico de Alta Montaña (2004); el Museo de Bellas Artes (2007) y el Teatro Provincial (2007). El impulso al turismo se materializó en la creación de  casi 200 nuevos hoteles , muchos de ellos con apoyo provincial: Hotel Iruya (1997), Hotel Pórtico Norte (1999) y Hotel Sheraton Salta (2004), entre otros. Durante esta etapa se llevó a cabo la construcción de la ruta que conectar Metán con Rosario de la Frontera, la repavimentación y mejoras de la ruta nacional 51, las intervenciones necesarias en la ruta nacional 40 a su paso por los Valles Calchaquíes, y la pronta habilitación del puente de acceso y egreso de la localidad de Hipólito Yrigoyen. 
En 1998 se presentarse candidato para un segundo mandato. Resultó reelecto con el 58.48% de los votos.
En 2001, el gobierno provincial construyó el Estadio Martearena, que le permitió a Salta ser una de las sedes de la Copa Mundial de Fútbol Sub-20 de 2001. El estadio luego fue escenario de numerosos eventos futbolísticos de valor, como la Copa Sudamericana, Copa Argentina y el primer superclásico en el historia de la provincia entre River y Boca. Además se realizaron allí grandes espectáculos artísticos.
En las elecciones presidenciales de 2003, integró la fórmula con Carlos Menem como su candidato a vicepresidente. Si bien fue la opción más votada en las elecciones generales, decidió no participar del balotaje.
Ese mismo año, se postuló nuevamente como gobernador y ganó con el 50.37% de los votos.
Entre 2003 y 2005, impulsó la construcción de Ciudad Judicial, un enorme complejo de oficinas que reúne al Poder Judicial de la provincia. En materia de obras públicas y energía, en 2006, impulsó la construcción de dos nuevos gasoductos, De la Puna  y Anta.

### Senador nacional (2007-actualidad)
En las Elecciones provinciales de Salta de 2007, Romero fue elegido Senador de la Nación por el Partido Justicialista (PJ) y asumió la vicepresidencia de dicho cuerpo. Fue reelecto en 2013, ocupando la vicepresidencia primera del Senado y formando parte de las comisiones de Relaciones Exteriores, Presupuesto y Hacienda, Economía Nacional e Inversiones, Medios de Comunicación y Libertad de Expresión y del Comité Especial para el Desarrollo y la Supervisión de los Recursos Hídricos.
Fue candidato a gobernador por la provincia de Salta para las elecciones de 2015. Su candidatura fue apoyada por Sergio Massa (Frente Renovador) y Mauricio Macri (Cambiemos). Perdió las elecciones a manos de Juan Manuel Urtubey, quien obtuvo su reelección para el período 2015-2019.
En 2018 votó en contra de la ley de interrupción voluntaria del embarazo.
En las elecciones de 2019 se presentó como candidato a senador nacional de Juntos por el Cambio y resultó electo para un nuevo período hasta 2025.
En 2023, presentó en el Congreso de la Nación su libro La transformación de Salta, donde revisa su gestión como gobernador.
En el balotaje por las elecciones presidenciales de 2023, Romero manifestó su apoyo a Javier Milei.
El 10 de diciembre de 2023, con la recomposición de los bloques legislativos del nuevo gobierno, Romero confirmó su rol como presidente del bloque Cambio Federal (luego Encuentro Republicano Federal), junto a las senadoras Carmen Lucila Crexell, Edith Terenzi y Andrea Marcela Cristina.
El 29 de diciembre de 2023 fue designado miembro de la Comisión Bicameral Permanente de Trámite Legislativo, a cargo de evaluar los decretos de necesidad y urgencia del Poder Ejecutivo. El 22 de febrero, Romero propuso como presidente de dicha comisión a Juan Carlos Pagotto, Senador por La Rioja, quien finalmente resultó elegido.
En materia de defensa de los derechos humanos, el 16 de febrero Romero presentó un proyecto de declaración en la Cámara Alta por el cual expresó su preocupación por la muerte en extrañas circunstancias de Alekséi Navalni, líder político opositor al actual régimen de Vladímir Putin, en una penitenciaría rusa. Asimismo, manifestó su solidaridad con el pueblo ruso que, aseguró, quiere vivir en democracia y libertad. y por la liberación de María Corina Machado el 9 de enero de 2025.
Ley Bases y justicia por el fiscal Alberto Nisman.Impulso una ley que se sancione sobre la composición e integración de los miembros de la Corte Suprema debe otorgar una importancia especial al federalismo y, también, una tendencia en la representación de las mujeres juezas.
Romero ha desarrollado una estrecha relación con el presidente y con la secretaria general de la presidencia Karina Milei, al punto de ser considerado tanto por oficialistas como opositores, como el verdadero referente del bloque libertario en el Senado. 
En septiembre de 2024, se sumó al nuevo interbloque Provincias Unidas, que integra junto con los senadores Carlos Mauricio Espínola, Alejandra Vigo, Edith Terenzi y Carmen Lucila Crexell.
En materia de seguridad, visitó la ciudad de Orán y manifestó la necesidad de reforzar la seguridad en la frontera norte.En junio de 2025, Romero propuso un marco normativo que facilite la búsqueda de personas desaparecidas, así como un sistema de alerta rápida, destinado a la difusión urgente de casos de menores desaparecidos.Fue co patrocinador de la Ley N° 27.447 que regula las actividades relacionadas con la obtención y utilización de órganos, tejidos y células de origen humano en Argentina. A partir de ésta ley todas las personas mayores de edad son donantes de órganos, salvo que hubieran expresado su voluntad contraria.
Romero impulsó la Boleta Única de Papel, un instrumento de votación que se utiliza marcando los casilleros correspondientes a los partidos o frentes electorales para cada categoría, que se convirtió en ley el 2 de octubre de 2024Romero argumentó que el instrumento permite reducir el fraude electoral y expresó su deseo de que sea implementado por los gobiernos provinciales.
Tras la asunción de Donald Trump a la presidencia de los Estados Unidos, Romero destacó la presencia de oficialistas y opositores en el acto, marcando un contraste con el presente de la Argentina.
Durante febrero de 2025, se realizaron sesiones extraordinarias en el Congreso para el tratamiento de legislaciones prioritarias para el Poder Ejecutivo. Romero apoyó la suspensión de las PASO, así como la ley que permite el juicio en ausencia (clave para la causa AMIA) y la llamada Ley Antimafia.
Romero fue uno de los impulsores del tratamiento en el Senado del proyecto de ley llamado Ficha Limpia (basado en el proyecto homónimo de Brasil),que buscaba prohibir que personas condenadas por delitos de corrupción puedan ser candidatas a cargos públicos electivos o desempeñar funciones en la administración pública.
En 2023 recibiría un posgrado de especialización en Derecho: "El derecho ambiental ante la globalización: instrumentos para la protección del medio ambiente y lucha contra el cambio climático", en la Universidad de Castilla-La Mancha, España; y el "XXXIII Curso Interdisciplinario en Derechos Humanos: [cita requerida]Seguridad eficaz con enfoque de derechos humanos en el marco del Sistema Interamericano", en el Instituto Interamericano de Derechos Humanos.

### Controversias
Desde 2015, Carlos Morello, militante del Movimiento Libres del Sur y aliado del nuevo gobernador Juan Manuel Urtubey, realizó sucesivas denuncias y declaraciones en el marco del enfrentamiento partidario:
En 2013 enfrenta una denuncia por presunto enriquecimiento ilícito, de la cual sería sobreseído tras declararse nula por falta d pruebas por la justicia.

- Una denuncia por presunto delito de defraudación por la concesión de un hangar del Aeropuerto Martín Miguel de Güemes.[81] La causa fue declarada nula en 2020.[82][83]

- Declaraciones públicas cuestionando la cantidad de viajes al exterior.[78][84] Romero argumentó que sus viajes al exterior no constituían un delito y que por el contrario eran el ejercicio de un derecho.[85]

Por su parte, Romero denunció calumnias e injurias por parte del Nuevo Diario de Salta, que lo acusó de distintos ilícitos en 2018. Por indicación judicial el medio tuvo que retractarse en varias oportunidades.

## Obras publicadas
- 1990 Ante la Emergencia
- 1992 El Nuevo Banco Central
- 1994 La Construcción del Nuevo Consenso
- 1995 Por Salta - Por la Región - Por el País
- 1999 La Primera Etapa del Desarrollo de la Provincia de Salta
- 2023 La Transformación de Salta